# USS Boston (1799)
USS „Boston” – amerykańska fregata żaglowa zbudowana w 1799 roku z pieniędzy zebranych w Bostonie. Wodowana 24 maja 1799, a do służby w US Navy przyjęta w lipcu tego samego roku. 

## Historia służby
24 lipca 1799 roku pod dowództwem komandora George'a Little'a pożeglował ku Indiom Zachodnim. Tamże schwytał trzy francuskie okręty oraz odbił amerykański szkuner handlowy. W 1800 roku „Boston” zdobył dwa francuskie okręty kaperskie, trzy jednostki kupieckie i stoczył wygraną walkę z 9 uzbrojonymi barkami, zatapiając 5 z nich. 12 października 1800 roku napotkał francuską 24-działową korwetę „Berceau”, którą udało mu się zdobyć. Tę ostatnią zwrócono rządowi właścicielom po zakończeniu quasi-wojny w 1801 roku.
Latem 1801 roku „Boston” przeszedł gruntowny remont, a następnie dołączył do Eskadry Śródziemnomorskiej, biorącej udział w wojnie z Trypolisem. Okręt pozostawał na Morzu Śródziemnym przez następny rok, biorąc udział w blokadach i eskortowaniu amerykańskich jednostek handlowych. Powróciwszy do Ameryki w październiku 1802 roku został zakotwiczony w Washington Navy Yard, gdzie pozostał do sierpnia 1814 roku. Wówczas został spalony by nie dopuścić do zdobycia przez Brytyjczyków.